# Tomasz Brożyna
Tomasz Brożyna, nacido el 19 de septiembre de 1970 en Bieliny, es un ciclista polaco.

## Biografía
Tomasz Brożyna ha destacado sobre todo en las carreras de Europa del Este, como por ejemplo ganando cuatro la Carrera de la Solidaridad y de los Campeones Olímpicos, así como el Tour de Polonia. Fichó por el equipo español Banesto en 2000 donde ganó la Ruta del Sur. Es el primer corredor polaco en terminar las tres grandes vueltas.

## Palmarés
| 1993 (como amateur) - Campeonato de Polonia de Ciclismo Contrarreloj 1994 (como amateur) - 1 etapa del Regio-Tour - 2º del Campeonato de Polonia de Ciclismo Contrarreloj 1995 (como amateur) - 3º del Campeonato de Polonia de Ciclismo Contrarreloj 1996 - Carrera de la Solidaridad y de los Campeones Olímpicos - Redlands Bicycle Classic - 2º del Campeonato de Polonia de Ciclismo Contrarreloj 1998 - Carrera de la Solidaridad y de los Campeones Olímpicos - Campeonato de Polonia en Ruta | 1999 - Tour de Malopolska - Tour de Polonia - 1 etapa de la Carrera de la Paz - Carrera de la Solidaridad y de los Campeones Olímpicos, más 2 etapas - 2º del Campeonato de Polonia de Ciclismo Contrarreloj 2000 - Ruta del Sur 2003 - 1 etapa de la Carrera de la Solidaridad y de los Campeones Olímpicos 2004 - Tour de Beauce, más 1 etapa |

## Resultados de las grandes vueltas

### Tour de Francia
- 2001 : 21º

### Vuelta a España
- 2000 : 53.º

### Giro de Italia
- 2000 : 39.º
- 2003 : 31.º